# الحصان الفارسي

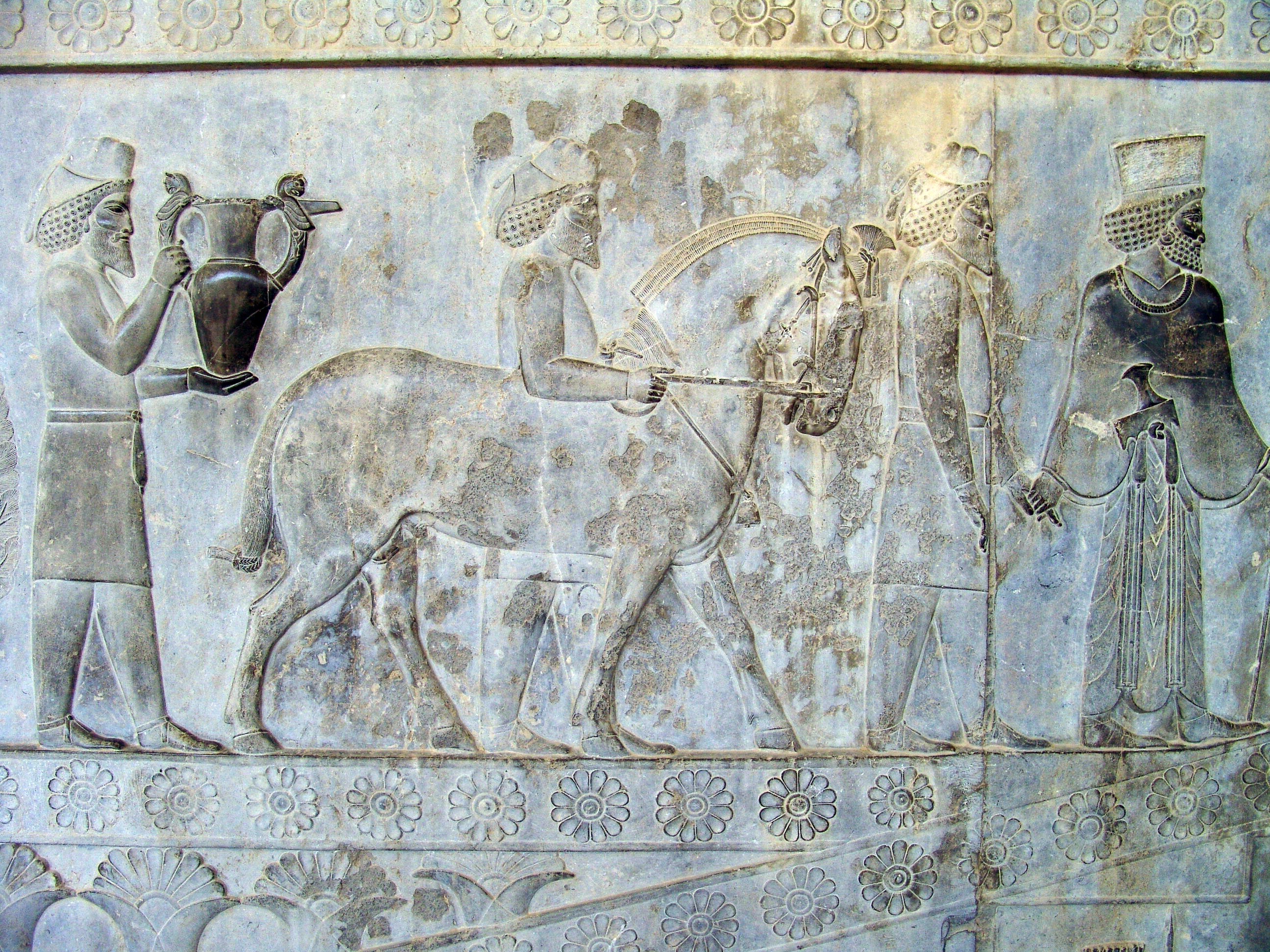
منحونة للحصان الفارسي على تخت جمشيد

حصان نيسين هو سلالة منقرضة من الخيول، كانت تعيش في منطقة نيساي الواقعة في سهول نيساين عند سفوح جبال زاغروس الجنوبية في إيران.
يبلغ طوله حوالي 150 سنتم، وهو حصان قوي ذو بنية رياضية. لونه اسود . ونادراً ما يكون ب الالوان الاخرى.